# Mohd Hashim Mustapha
Mohd Hashim Mustapha (Kelantan, Malasia; 31 de enero de 1966-29 de noviembre de 2022) fue un futbolista y entrenador de fútbol malasio que jugaba en la posición de delantero.

## Carrera

### Jugador
| Periodo   | Club            |
| --------- | --------------- |
| 1984–1995 | Kelantan FA     |
| 1996–1997 | Kedah FA        |
| 1998      | Kelantan FA     |
| 1999      | Johor FA        |
| 2000      | Kelantan JKR FC |
| 2000      | Kelantan TNB FC |

### Selección nacional
Jugó para Malasia en nueve partidos haciendo su debut ante Myanmar en los Juegos del Sudeste Asiático de 1987, en donde anotó su único gol con la selección nacional ante Tailandia en las semifinales del torneo perdiendo la final ante el anfitrión Indonesia. También participaría en los Juegos Asiáticos de 1994.

### Entrenador
| Periodo   | Club              |
| --------- | ----------------- |
| 2008      | Kelantan U21      |
| 2015–2016 | MOF FC            |
| 2016–2017 | Kelantan U21      |
| 2017–2018 | D'AR Wanderers FC |

## Logros

### Club
Kedah FA
- Malaysia FA Cup: 1996

Johor FA
- Premier 2 League: 1999

### Selección nacional
- Juegos del Sudeste Asiático
  -  1987

### Individual
- Bota de Oro de la Premier 1 League: 1993 (13 goles), 1994 (29 goles)[3]